# Montferrand-la-Fare
Montferrand-la-Fare település Franciaországban, Drôme megyében. Lakosainak száma 27 fő (2022. január 1.). Montferrand-la-Fare Rosans, Saint-André-de-Rosans, Lemps, Roussieux, Saint-Auban-sur-l’Ouvèze és Saint-Sauveur-Gouvernet községekkel határos.

## Népesség
A település népességének változása:
| Lakosok száma | 40   | 35   | 32   | 50   | 34   | 31   | 29   | 28   | 28   | 27   |
|               | 1968 | 1982 | 1990 | 2006 | 2013 | 2015 | 2017 | 2019 | 2020 | 2022 |